# Dictionnaire d'histoire de Bruxelles
Le Dictionnaire d'histoire de Bruxelles est un ouvrage scientifique paru en 2013 qui rassemble plus de 4 000 notices courtes liées à Bruxelles exclusivement. Ces notices décrivent des lieux, des personnalités, des ouvrages architecturaux, des œuvres artistiques, des événements, etc. Elles ont été rédigées par plus de 80 chercheurs dont une bonne partie enseigne dans des universités belges,.
Le but de cet ouvrage est de donner de façon précise et succincte une vue résumée de l'ensemble de la connaissance sur le Bruxelles d'aujourd'hui et d'autrefois. Il a été créé sous l'impulsion de Serge Jaumain et d'Alain Deneef à la suite d'une discussion qu'ils tinrent en 2004. Un comité de rédaction fut ensuite créé afin de définir la portée de l'ouvrage ; ce comité était composé de Chloé Deligne, Jean-Marie Duvosquel, Anne-Isabelle Riano et Laurent Weinstein.
L'ouvrage est soutenu par l'Université libre de Bruxelles, le Brussels Studies Institute et la Région de Bruxelles-Capitale.

## Sujets des notices
Parmi les notices présentes dans cet ouvrage, citons par exemple :
- Baes Jean (Bruxelles, 1848 - Bruxelles, 1914) ;
- Cocq, Suzanne, artiste peintre (Ixelles, 1894 - Etterbeek, 1979) ;
- Comme chez soi, restaurant ;
- de Meeûs, square ;
- de Prelle de la Nieppe Emmanuel (Nivelles, 1809 - Bruxelles, 1887) ;
- Devigne Paul (Gand, 1843 - Bruxelles, 1901) ;
- D'Ieteren SA ;
- Dieweg, cimetière du ;
- Egmont, palais et parc d' ;
- Étoile Belge, journal L'
- Fallon, stade ;
- Gatti de Gamond Isabelle, Laure (Paris, France, 1839 - Uccle 1905) ;
- Houwaert Jean-Baptiste (Bruxelles, 1533 - Bruxelles, 1599) ;
- Jolly André-Édouard (Bruxelles, 1799 - Bruxelles, 1883) ;
- Kinépolis, complexe cinématographique ;
- Lismonde Jules (Anderlecht, 1908 - Linkebeek, 2001) ;
- Max Adolphe (Bruxelles, 1869 - Bruxelles, 1939) ;
- Pipenpoy, famille
- Plaine, campus de la ;
- Ric's Art Boat ;
- Rouge-Cloître ;
- Saint-Pierre (Uccle), Collège ;
- Sainte-Croix (Ixelles), église
- Tielemans François ;
- Tribunal Aulique ;
- Van Dievoet Henri (Bruxelles, 1869 - Bruxelles, 1931) ;
- Van Meenen Pierre-François (Espierre, 1772 - Bruxelles, 1858) ;
- Venise, maison dite ;
- Verhaegen Pierre-Théodore (Bruxelles, 1796 - Bruxelles, 1862) ;
- Vilain XIIII Charles Ghislain Guillaume, vicomte (Bruxelles, 1803 - Leuth, Pays-Bas, 1878) ;
- Wauters Alphonse (Bruxelles, 1817 - Bruxelles, 1898) ;
- Wielemans, famille ;
- Wittouck, famille.